# Кихть (река)
Кихть (Кихта) — река в Вологодской области России.
Протекает в южном направлении по территории Усть-Кубинского района. Исток находится на северо-западной окраине болота Падалиха. Русло извилистое. Верхнее течение — по моренной волнистой равнине, среднее и нижнее — по слабонаклонной озёрно-ледниковой, сильно заболоченной Воже-Кубенской низменности. Впадает в реку Кубену в 14 км от её устья по правому берегу. Длина реки составляет 70 км, уклон — 0,8 м/км.
Вдоль течения реки расположены населённые пункты Заднесельского и Высоковского сельских поселений, включая административные центры поселений — село Заднее и посёлок Высокое (в устье реки).

## Данные водного реестра
По данным государственного водного реестра России относится к Двинско-Печорскому бассейновому округу, водохозяйственный участок реки — озеро Кубенское и реки Сухона от истока до Кубенского гидроузла, речной подбассейн реки — Сухона. Речной бассейн реки — Северная Двина.
Код объекта в государственном водном реестре — 03020100112103000006174.

## Притоки
(расстояние от устья)
- 30 км: Пова (пр)
- 42 км: Томаш (лв)
- 46 км: Лапова (лв)
- 52 км: Шурбовка (лв)